# ライナー・クリムケ

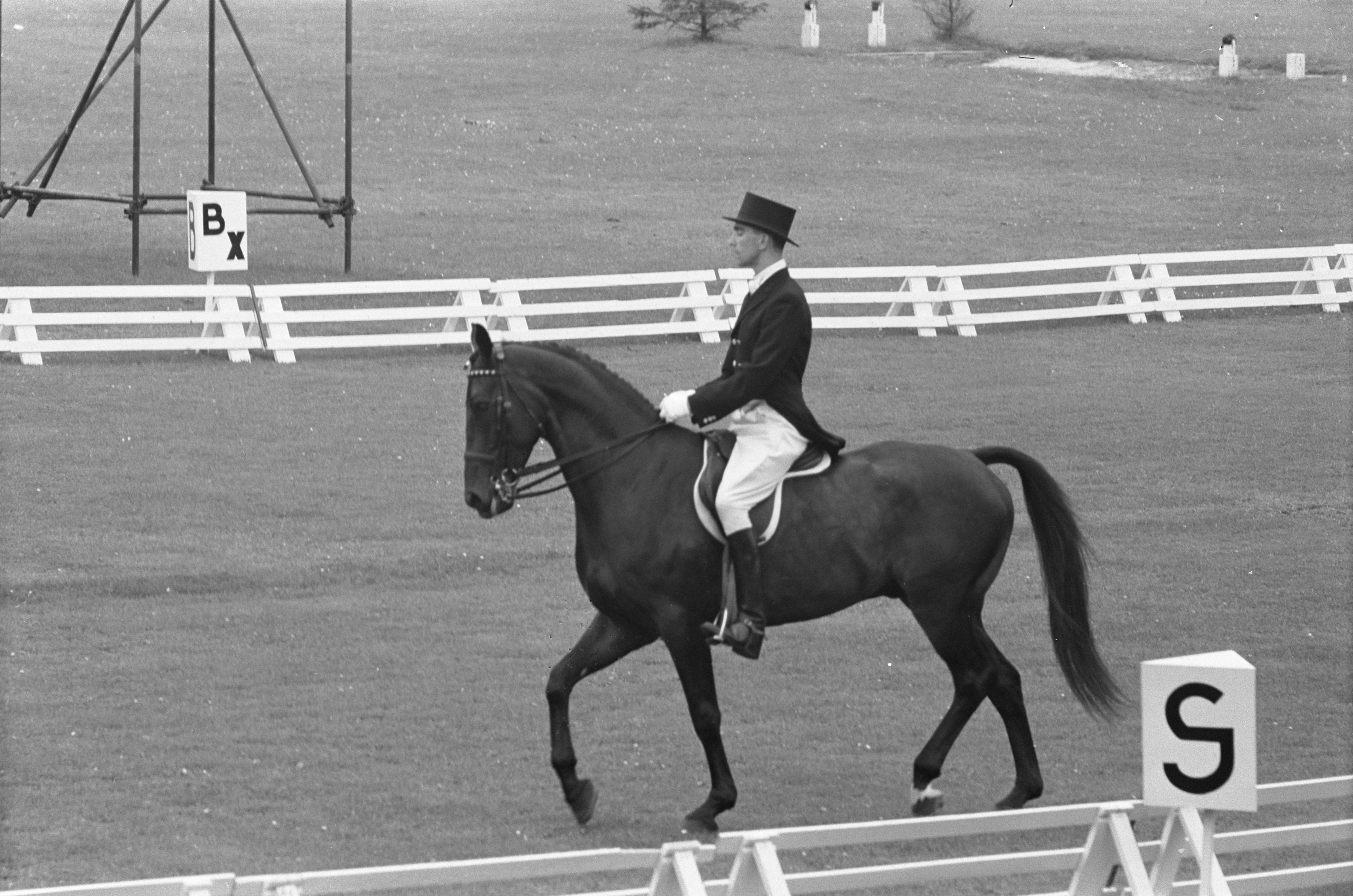
ライナー・クリムケとアルカディウス号（1962年於ロッテルダム）

ライナー・クリムケ（Reiner Klimke, 1936年1月14日 - 1999年8月17日）は、1960年代から1980年代にかけて活躍したドイツの馬術競技選手。合計で7回の夏季オリンピック大会に、統一ドイツ又は西ドイツ代表選手として出場したキャリアの長い選手である。本業は法律家であり、晩年には州議会議員に選出され地方政治にも携わった。没後の2008年には、ドイツにおけるスポーツ界最高の栄誉であるドイツにおけるスポーツの殿堂に入った。

## 前半生
ライナー・クリムケは第三帝国時代のドイツ、ミュンスターで、1936年ベルリンオリンピックが開催された年に生まれた。父は心理学や神経学分野の研究者であった。1948年にミュンスターにあるヴェストファーレン乗馬学校で乗馬を始めた。1955年にアビトゥーアに合格、ヴェストファーレン・ヴィルヘルム大学にて法律と政治を学んだ。1959年に博士号を取得し、弁護士及び公証人として独立した。

## 馬術競技者としてのキャリア
クリムケは、乗馬や馬学をハリー・ボルトとグスタフ・ラオに学んだ。
クリムケはのちに、特に馬場馬術競技において優秀な成績を残す。しかしながら、選手として駆け出しの頃は、総合馬術競技にも出場しており、例えば、1959年のヨーロッパ選手権大会では3日間かけて行われる総合馬術団体に西ドイツ代表チームの一員として出場した。また、1960年の夏季オリンピックでは総合馬術個人に統一ドイツ代表選手として出場して、18位の記録を残した。さらに、障害飛越競技に関しては、ベルリンで行われた大会で大賞を受賞している。

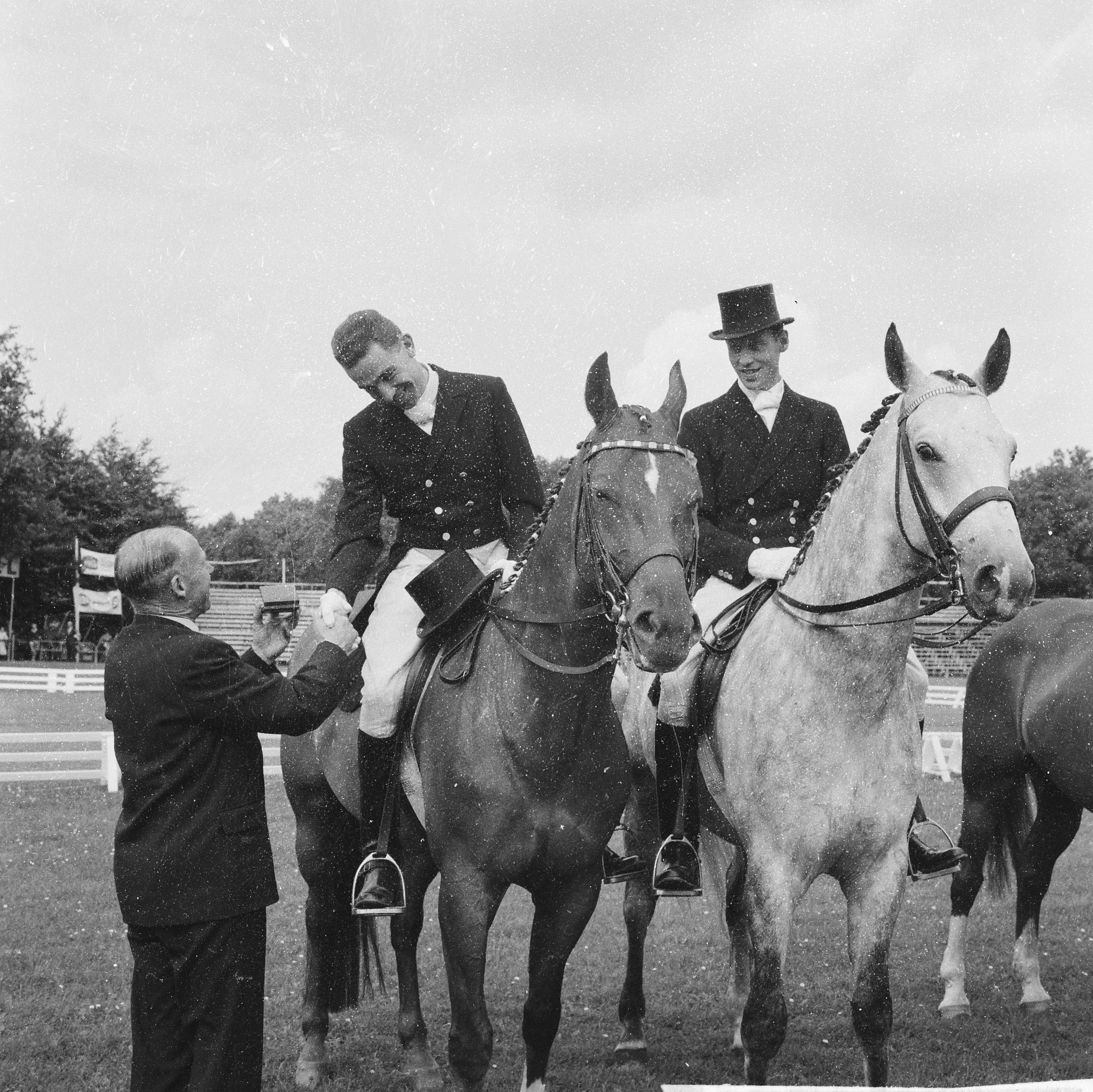
1962年8月ロッテルダムで開催された馬場馬術競技大会で表彰されるライナー・クリムケ（中央の脱帽している人物）。向かって右は1964年東京オリンピックに西ドイツ代表選手として出場もしたハリー・ボルト）。

1960年代から1980年代にかけて、馬術競技者として主に馬場馬術（ドレッサージュ）の分野において輝かしい成績を残すが、クリムケ自身の言葉によれば、成功の50％以上は、彼が騎乗した馬匹の力によるものである。クリムケが騎乗し、オリンピックや世界選手権で優秀な成績を残した馬匹を、クリムケの騎乗年代順に並べる。
- Fortunat
- Dux
- Mehmed
- Ahlerich
- Biotop

夏季オリンピック競技大会には、1960年ローマオリンピックから、1988年ソウルオリンピックまで、1972年ミュンヘンオリンピックと1980年モスクワオリンピックを除いて毎回出場した。馬場馬術団体、馬場馬術個人あわせて、金メダル6つと銅メダル2つを獲得した。これは馬術競技において、一人の人物により獲得されたメダル数の最多記録である。金メダルは、ドゥックス（Dux）号と共に1964年と1968年に馬場馬術団体に出場し獲得した。また、メフメト（Mehmed）号と共に1976年に馬場馬術団体に出場し獲得した。また、アーレリヒ（Ahlerich）号と共に1984年と1988年に馬場馬術団体で獲得し、1984年には馬場馬術個人で獲得した。1968年と1976年には、総合馬術個人でそれぞれ銅メダルを獲得した。
馬術競技の世界選手権大会においても好成績を残しており、金メダルを6個獲得している。内2個は個人で、1974年にメフメト号と、1982年にアーレリヒ号と獲得した。残り4個は団体戦で獲得した（1966, 1974, 1982, 1986年）。ヨーロッパ選手権大会においては、通算して団体で7つ、個人で3つの金メダルを獲得した。

## その他の業績
ライナー・クリムケの妻、ルート（Ruth）もまた、障害飛越や馬場馬術のトップ選手であった。3人の子どもの一人、イングリットも夏季オリンピック大会に3度出場しているオリンピアンである。
クリムケは馬事以外にも法律事務所の経営に携わり、そのほか、国際馬術連盟の馬場馬術委員会（FEI Dressage Committee）などの理事なども経験した。また、クリムケはドイツキリスト教民主同盟の党員であり（入党は1950年）、1990年から1995年までノルトライン＝ヴェストファーレン州議会の議員を務めた。州議会ではスポーツ委員会の副議長を務めた。その後、2000年のシドニーオリンピックに向けてカムバックを計画していたが、1999年に生地のミュンスターで心筋梗塞により亡くなった。63歳であった。墓所はミュンスター中央墓地にある。

## 著書
クリムケは馬術、馬の調教、馬学に関して、以下に挙げるいくつかの著書を執筆した。これらの著書の多くには、英語やフランス語への翻訳版がある。また、何度か改訂を重ねている著書もある。
- Cavaletti: Ausbildung von Reiter und Pferd über Bodenricks Stuttgart: Franckh 1966
- Military: Geschichte, Training, Wettkampf Stuttgart: Franckh 1967
- Grundausbildung des jungen Reitpferdes: von der Fohlenerziehung bis zum ersten Turnierstart Stuttgart: Franckh 1980
- Ahlerich von der Remonte zum Dressur-Weltmeister; ein exemplarischer Ausbildungsweg Stuttgart: Franckh 1984
- Von der Schönheit der Dressur vom jungen Pferd bis zum Grand Prix Stuttgart: Franckh-Kosmos 1991